# فلاديمير رومانو
فلاديمير رومانو (بالفنلندية: Vladimir Kirillovitš Romanov) (و. 1917 – 1992 م) هو جامع تحف فنلندي، ولد في بورفو، توفي في ميامي، عن عمر يناهز 75 عاماً.

## التعليم
تعلم في جامعة لندن.

## جوائز
حصل على جوائز منها:
- فارس الوسام الفيكتوري الملكي
- نيشان البشارة المقدسة [الإنجليزية]‏
- وسام القديسين موريس ولعازر [الإنجليزية]‏
- فرسان مالطة
- وسام الملكي الفيكتوري
- وسام التاج الإيطالي [الإنجليزية]‏.

## روابط خارجية
- فلاديمير رومانو على موقع IMDb (الإنجليزية)
- فلاديمير رومانو على موقع مونزينجر (الألمانية)